# 히라누마 내각
히라누마 내각(平沼内閣)은 추밀원의장 히라누마 기이치로가 제35대 내각총리대신으로 임명되어, 1939년 1월 5일부터 1939년 8월 30일까지 존재한 일본의 내각이다.

## 재직 기간
- 1939년(쇼와 14년) 1월 5일 ~ 1939년(쇼와 14년) 8월 30일
- 재직 일수 : 238일